# Oxilus paolii
Oxilus paolii là một loài bọ cánh cứng trong họ Cerambycidae.